# پال فریس
پال فریس (انگلیسی: Paul Frees؛ ‏ ۲۲ ژوئن ۱۹۲۰ – ۲ نوامبر ۱۹۸۶) بازیگر، کمدین و صداپیشه اهل ایالات متحده آمریکا بود. وی بین سال‌های ۱۹۴۲ تا ۱۹۸۶ میلادی فعالیت می‌کرد.
از فیلم‌ها یا برنامه‌های تلویزیونی که در آن نقش داشته، می‌توان به در تعقیب جو، آتول کا، موقعیت مطلوب برای ترقی، سادنلی، جنگ دنیاها، توپ‌های سان سباستین، ستاره، پولیانا و برج لندن اشاره کرد.

## مرگ
فریس در دو سال آخر عمرش از بیماری‌های متعددی از جمله آرتریت، دیابت و از دست دادن بینایی رنج می‌برد و به دوستانش گفته بود که تقریباً دائماً درد دارد. او بر اثر مصرف بیش از حد داروی مسکن درگذشت. 